# Araiophos
Genre
Araiophos est un genre de poissons stomiiformes de l'océan Pacifique.

## Liste d'espèces
Selon ITIS (19 aout 2025) et World Register of Marine Species (19 aout 2025) :
- Araiophos eastropas Ahlstrom & Moser, 1969
- Araiophos gracilis Grey, 1961